# WHAT HAPPENED 何が起きたのか?
『WHAT HAPPENED 何が起きたのか?』（ホワット ハップンドゥ なにがおきたのか?、What Happened）は、2016年アメリカ合衆国大統領選挙におけるヒラリー・クリントンの民主党指名候補者としての経験が綴られた2017年の回想録である。2017年9月1日に出版された。本書はクリントンにとって7冊目となるサイモン&シュスターからの書籍である。
2018年9月には新たなあとがきが追加されたペーパーバック版が発売された。

## 執筆と事前宣伝

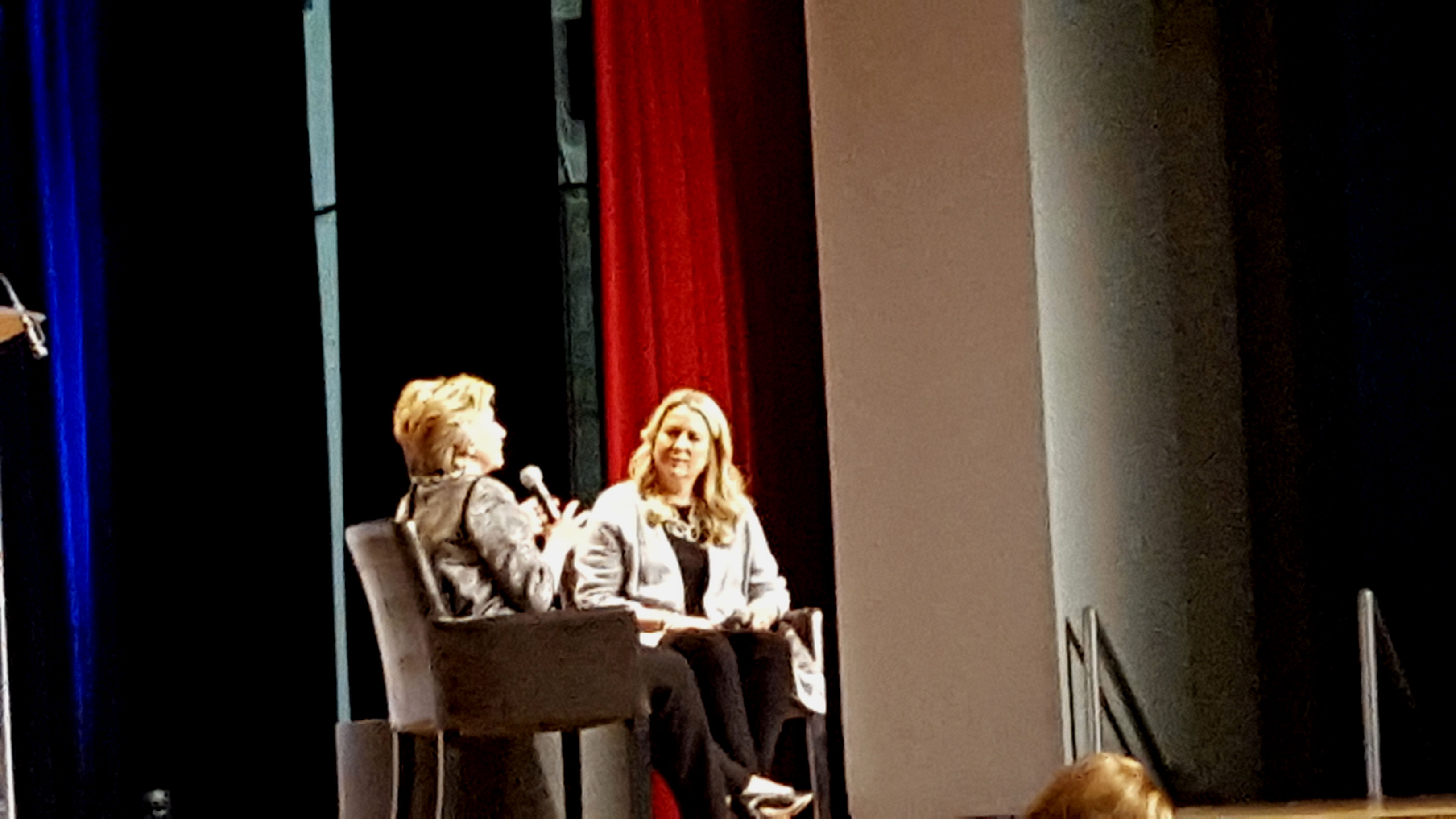
ブックエキスポ・アメリカでシェリル・ストレイドと本書について語るクリントン

クリントンの新作の存在は2017年2月に初めて明らかとなったが、当初は著者の好きな格言を中心としたエッセイ集とされており、選挙運動については若干の言及があるのみであった。タイトル未発表のその作品の金銭的条件は公表されなかったが、業界関係者からは高額になると予想された。2017年7月、作品の新たな目的とテーマの内容が明らかとなった。タイトルの発表後、Twitter上ではミームでパロディ化された。
『ニューヨーク・タイムズ』は、本書の目的として、しばしば悪辣となる波瀾万丈の選挙戦の中で、クリントンがアメリカ史上初めて主要政党から女性大統領として出馬することがどのようなものであったかを、親密な視点で提供することであったと論じた。本書は2003年の『リビング・ヒストリー』と2014年の『困難な選択』に続くクリントンの3冊目の回想録であり、前宣伝で彼女はこれまでで「最も個人的」なものになるだろうと述べ、本書の序文には「かつてはいろいろな理由から、公衆の面前では慎重にしなければならないと考え、まるで命綱なしで綱渡りをしているような気分だった。今はそんな警戒心を緩めようと思う」と書いている。クリントンは本書をめぐる最初の宣伝の主要なテーマとして、新しいレベルの誠実さを掲げた。本書には非常に不快な経験を乗り越える方法についての自己啓発的なアイデアも記されていると報じられた。

## 内容
『WHAT HAPPENED』は一人称で書かれており、「2016年にわたしと共に闘ってくれたチーム」に捧げられ、彼女の選挙運動に取り組んだ全員の名前が挙列されている。本書は「忍耐」（Perseverance）、「競争」（Competition）、「姉妹であること」（Sisterhood）、「理想主義と現実主義」（Idealism and Realism）、「苛立ち」（Frustration）、「立ち直る力」（Resilience）と題された6つの章で構成されており、それぞれがさらに2から5の小さな章で構成されている。
本書の序文の後は、クリントンが夫と共に2017年のアメリカ合衆国大統領就任式に出席し、ドナルド・トランプの大統領就任を見届ける場面から始まっている。彼女はこう綴っている:
深呼吸。胸いっぱいに空気を吸いこむ。こうするのが、正しいことだ。どんなに辛くても、この国で民主主義がまだ通用することを見せておく必要がある。息を吐く。悲鳴を上げるのはあとにしよう。

その次の章は出馬の理由を語るところから始まっている: 
大統領に立候補したのは、自分がその仕事に向いていると思ったからだ。立候補する可能性のある人たちの中で、いちばん実際的な経験があり、ワシントンで物事を成し遂げる気概だけでなく、意義深い業績と、野心的だが実現可能な提案も持っていた。
さらに彼女は次のように語っている: 
自分にできる可能性のある善行のうち、最大のものを実行するチャンスだ。ホワイトハウスに1日いるだけで、ほかの場所で人が何ヶ月かかけてする以上のことができる。誰のためにも好都合な経済システムと、誰もが尊重される包括的な社会を作らなければならない。深刻な国家安全保障上の脅威に取り組まなければならない。そのためには強力な大統領が必要だ。わたしは持てる時間を最大限に活用するつもりだった。いったん考え始めたら、もう止められなかった。
本書の中で彼女は自身の選挙運動を擁護しており、旅費、スナック、事務用品を節約したと述べている。彼女は選挙運動のスタッフは厳しい予算で活動しており、また寄付金の平均額は100ドルであり、その大半は女性によるものだったと明かしている。
クリントンは「石油危機のグラウンド・ゼロ」であるウェストバージニア州ミンゴ郡のような、敵対的な地域での選挙運動についても述べている。彼女はそこで受けた怒りの大きさに驚いたと述べている。彼女は「わたしの発言だけの問題ではない。もっと根深いものだ」と書いている。
本書の中でクリントンはジェームズ・コミー、ウラジーミル・プーチン、ミッチ・マコーネル、『ニューヨーク・タイムズ』紙、NBC、ウィキリークス、アメリカのメディア全般、性差別、白人の恨み、バーニー・サンダースとその支持者、緑の党のジル・スタイン候補、そして自分自身など、選挙での敗北に繋がった様々な複合的要因について説明しており、「炭鉱労働者を失業させる」発言や対立候補の支持者に「哀れなものの籠」とレッテルを貼ったことに触れている。
彼女は、バラク・オバマがトランプ勝利後の引き継ぎプロセスを先送りにすることは国にとって悪いことになると危惧していたことを明かした。彼女は、「結果を受け入れると約束せずに、民主制を傷つけるトランプの姿勢を批判してきた手前、自分たちはきちんと対処するべきだという重圧があった。もし負けたら、速やかに潔く敗北を認めるべきだ。わたしも同感だった」と述べている。
本書にはクリントンによる多くの政策提案が記述されており、気候変動問題や投票権などといった問題を解決する方法についての彼女のアイデアに触れられている。また彼女は2008年のバラク・オバマの勝利には有頂天となったが、「ある意味、（トランプが大統領になった瞬間は）今よりもっと希望に満ちているように感じる。（中略）私たちはその仕事をしているのです」と述べている。
この本のもう一つの主題は、困難な経験をいかに乗り越えるかについてである。クリントンはヨーガの実践やシャルドネの好みについて述べているが、特に、何らかの形で喪失感に対処するのに役だった多数の本を挙げている。ルイーズ・ペニー、ジャクリーン・ウィンスピア、ダナ・レオン、キャロラインとチャールズ・トッドらのミステリー、エレナ・フェッランテの『ナポリの物語』、ヘンリ・ナウエンのスピリチュアル作品、マヤ・アンジェロウ、マージ・ピアシー、T・S・エリオットの詩集などである。
本書は、クリントンが母校であるウェルズリー大学で行った演説の一場面で締めくくられている。クリントンは最後に「前進し続けるのです」という読者へのアドバイスで結んでいる。

## 売り上げ

### アメリカ国内

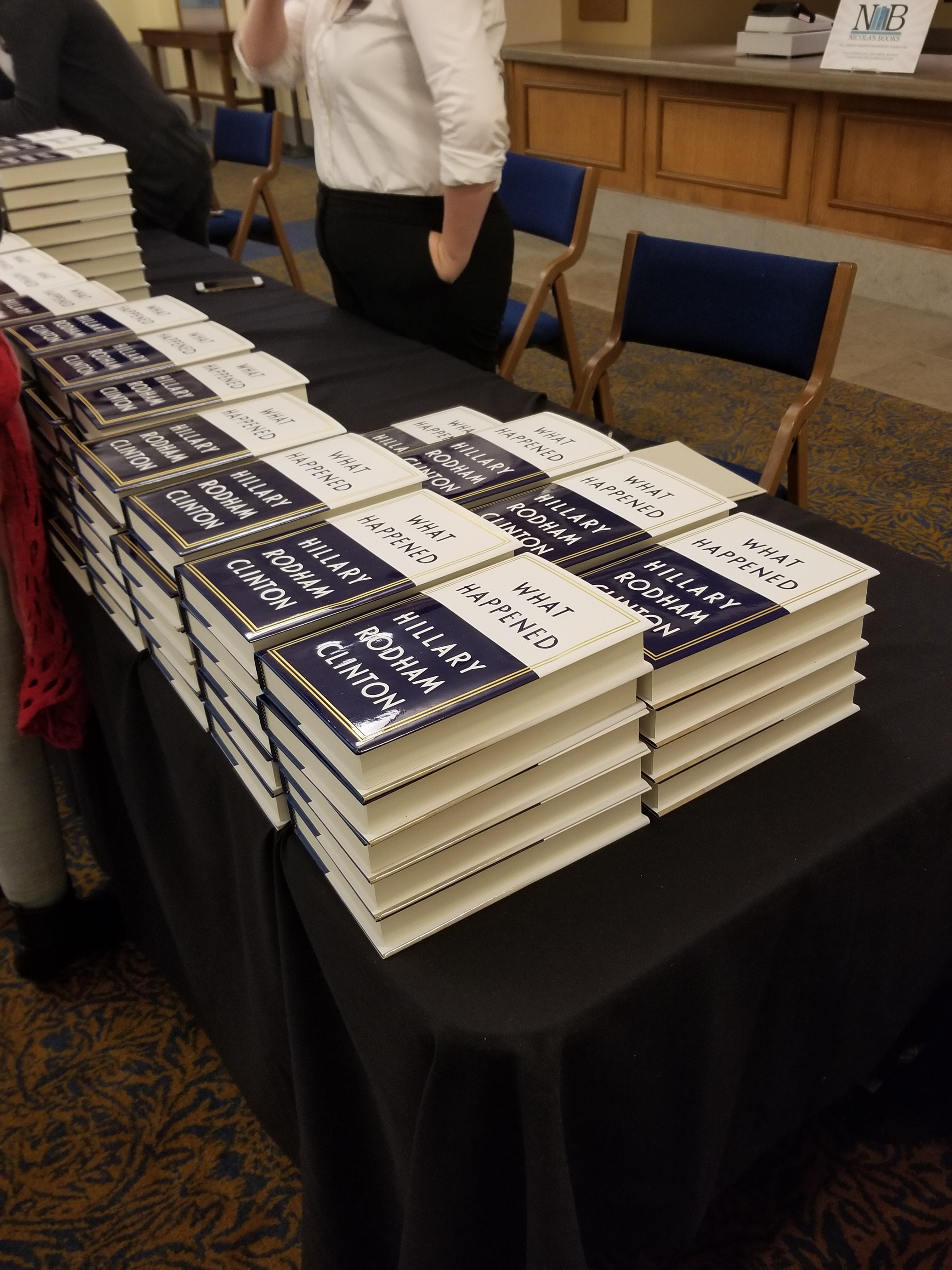
2017年10月にクリントンがヒル・オーディトリアムを訪れた際に平積みにされた『WHAT HAPPENED』

2017年9月12日にハードカバー版が出版され、バーンズ・アンド・ノーブル、Amazon、『USAトゥデイ』のベストセラーリストに入った。『ニューヨーク・タイムズ』のベストセラーリストではハードカバー・ノンフィクション部門と印刷版と電子版合算のノンフィクション部門で初登場1位となり、2週連続1位を維持した。3週目には両部門で2位に下落した。11月初めまでには6週連続でリストの上位4位以内に入り続けた。2018年1月まで16週連続で本書はリストに入り続け、その翌週に外れた。『パブリッシャーズ・ウィークリー』の総合トップ10とハードカバー・ノンフィクション部門のベストセラーリストでは初登場1位となった。3週目には総合トップ10の3位、ハードカバー・ノンフィクション部門の2位に下落し、ハードカバーの総売り上げは31万1982部に達した。
『WHAT HAPPENED』は初週に30万部を売り上げた。初週売り上げは2003年の回想録『リビング・ヒストリー』を下回ったが、2014年の『困難な選択』の3倍の初週売り上げだった。『WHAT HAPPENED』のハードカバーの初週売り上げは16万7000部だった。これはノンフィクション本としては2012年の『アメリカ最強の特殊戦闘部隊が「国家の敵」を倒すまで』以来の好成績となるハードカバーの初動売り上げであった。サイモン&シュスターはまた、本書の初週の電子書籍売り上げが2010年以降のどのノンフィクション本よりも多かったと発表した。2017年12月10日時点で本書のハードカバー版は44万8947部を売り上げている。
ペーパーバックとして再発売された後、『ニューヨーク・タイムズ』のベストセラーリストのペーパーバック・ノンフィクション部門で初登場9位となった。

### アメリカ国外
本書はアメリカ以外でも好調な売れ行きを示した。イギリスでは『サンデー・タイムズ』のベストセラーリストで初登場1位となった。
アイルランドでは、ハードカバー・ノンフィクション部門で1位となった。アイルランドの全ジャンルのハードカバーとペーパーバックの合算チャートでは初登場10位（767部）であった。2週目は7位（800部）、3週目は4位（1117部）に上昇したが、4週目は6位（1116部）に下落した。7週目にはトップ10圏外となった。
カナダでは『グローブ・アンド・メール』ではハードカバー・ノンフィクション部門のベストセラーリストでは初登場1位となった。本書は6週連続で本チャートにランクインした。ニュージーランドでは大人向け国際ノンフィクション部門で初登場8位となった。オーストラリでは『ブックス+パブリッシング』のベストセラーチャートに入った。

## 批評家の反応
本書に対する批評家の反応は賛否分かれていた。
『ニューヨーク・タイムズ』のジェニファー・シニアは以下のように評した:
『WHAT HAPPENED』は一方ではなく、多様な本である。ドナルド・J・トランプに敗れた直後の彼女の率直で、腹黒い笑いを誘う気分の記録である。これは彼女が検視官であり、同時に死体でもある死後解剖である。フェミニスト宣言でもある。点数清算の祝祭である。ジェームズ・B・コミー、バーニー・サンダース、メディア、ジェームズ・B・コミー、ウラジーミル・プーチン、そしてジェームズ・B・コミーへの暴言である。ロシアのスパイに関する入門書である。トランプ叩きである。
『ワシントン・ポスト』のライターのデヴィッド・ワイゲルは、「（クリントンは）この全てを追体験しなければならない読者に謝罪している。『ナイフで刺されたように感じる』出来事にいつまでも拘るのは『健全でも生産的でもない』と彼女は書いている。『ナイフで刺された』（shivved）は、ぴったりの言葉だ。この苦い回想録のヒラリー・クリントンは、何度も何度も、敗北した自分自身を責め、『ばかな』メール管理、銀行への有償演説、炭鉱労働者を『失業』させると発言したことを謝罪する。彼女は時には同じ段落の中で、後悔と正当化の狭間を揺れ動いている」と評した。
『シカゴ・トリビューン』のハイディ・スティーヴンスは、ロシアのアメリカ選挙への関与について書かれた箇所は「スパイ小説のように読める」と評した。『ガーディアン』のトーマス・フランクは、「残念ながら、彼女の新著は説明する努力と言うよりも、説明しない努力に終始している。（中略）それでも、読者は少し見識を働かせることで、責任逃れのポジティヴ思考のあちこちで、2016年の謎を解く手がかりを見つけることができる」と評した。
『ヴォックス』の主筆のエズラ・クラインは、本書には異なる役割があると分析しており、政治システムの中で活動することが進歩につながるというクリントンの信念に言及した:
『WHAT HAPPENED』は、クリントンの2016年の選挙運動に対する弁明書として売り出されており、その通りである。しかし、それ以上に注目すべきなのは、共和党でも民主党でも流行らなくなった政治スタイルを、クリントンが延々と擁護していることである。
『ロサンゼルス・タイムズ』のデヴィッド・L・ユーリンは本書を「必要なものであるが、時にぎこちなく、説得力に欠ける回顧書」であり、「彼女は大統領になるべきだったし、彼女もそれをわかっている。後悔と喪失が本全体を通して明白である。しかし彼女は、2016年の選挙で何が起こったのか、説明や理由を探しており、それを清算できないでいて、同時に、彼女自身の共犯関係を明らかにすることもない」と評した。
『ザ・ニュー・リパブリック』のサラ・ジョーンズは次のように書いている: 
『WHAT HAPPENED』が抱える本当の問題は、それが本来あるべき本でないということである。本書は中西部での彼女の選挙運動上の決断よりも、シャルドネや「呼吸法」など、選挙後のクリントンの様々な対処戦略の記述に多くが費やされている。言い換えれば、本書は彼女のファンのために書かれたものであり、彼女の選挙運動についての本当の答えを求めている人々や、民主党が2016年の大失敗から間違った教訓を学んでいるのではないかと心配している人々のためのものではない。
ジェフ・グリーンフィールドは『ポリティコ・マガジン』にて、本書は「我々が過去四半世紀にわたって目撃した人物、そして2度大統領の座を目指してきた人物が、ありのままのヒラリーであると示唆している。実際、彼女の著書から判断すると、彼女は選挙戦で最もありのままの人物だったかもしれない」と述べた。
2019年に『Perspectives on Politics』に掲載された記事では、2016年の選挙でクリントンが提示した敗因の信憑性が検証された。この記事では、「HRCの仮説が支持されることが多い」が、選挙当日の直前にFBI長官のジェームズ・コミーが介入したことを含め、電子メール論争が彼女の敗北に寄与したという証拠はほとんどないと論じられた。

## 受賞と表彰
『タイム』誌は、本書を2017年のノンフィクション本でベスト1位とした。NPRのブック・コンシェルジュは本書を「2017年最高の読み物」に挙げた。本書は更にGoodreadsチョイス賞の回想録・自伝賞を受賞した。

## ブックツアー

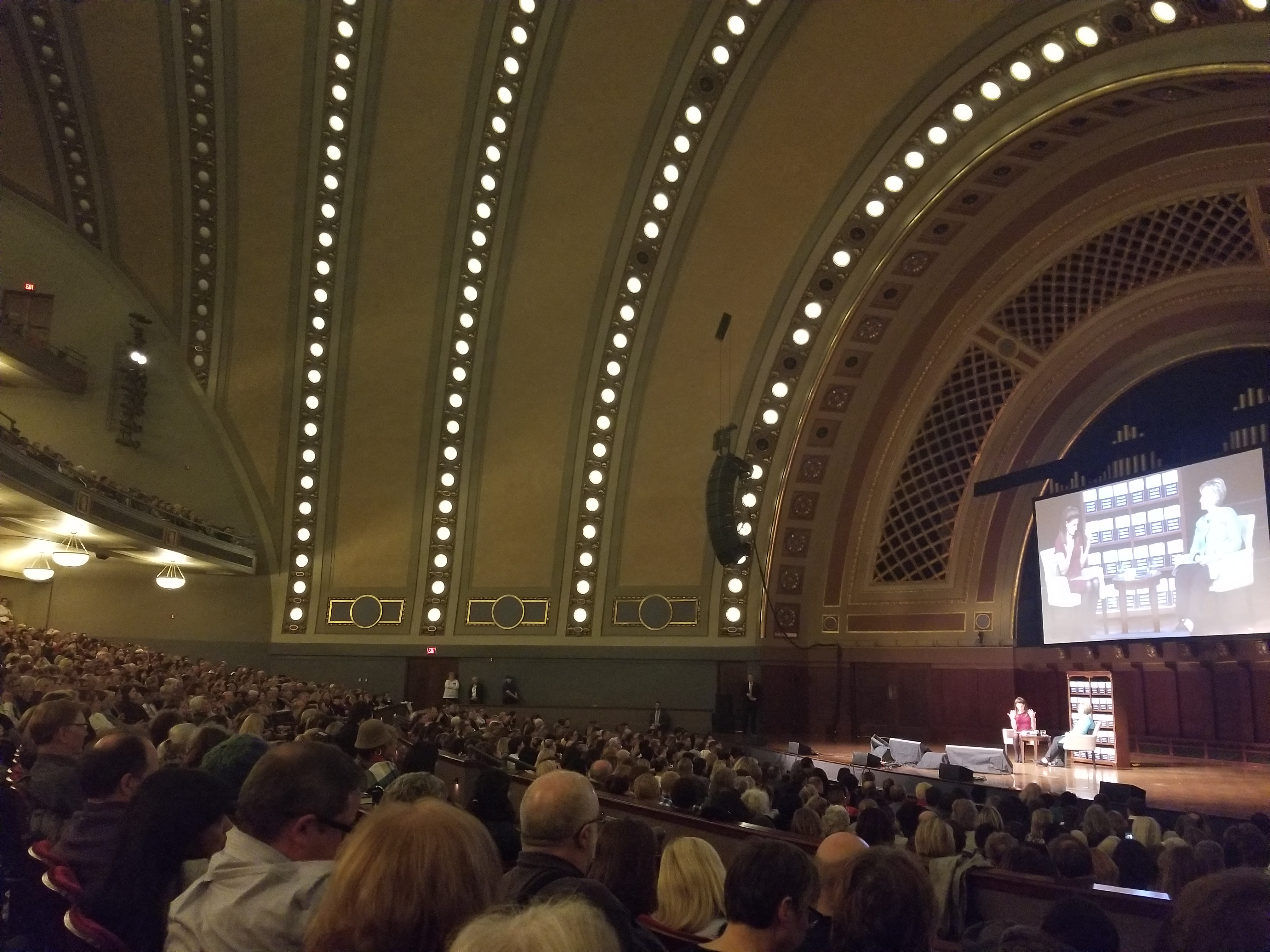
『Hillary Clinton Live』開催中のヒル・オーディトリアム

2017年8月28日、ヒラリー・クリントンが『WHAT HAPPENED』と絵本『村じゅう みんなで』（1996年の著書の新装版）のプロモーションのため、2017年9月から北米ブックツアーを開始することが発表された。
クリントンは2017年12月まで続いた公式ブックツアーの一環として、アメリカとカナダの都市で30回以上の出演を計画した。
クリントンはまた、本書のプロモーションのためにイギリスを訪れた。イギリスでのイベントは成功とみなされ、チケットは1時間足らずで完売したところもあった。
2018年5月、彼女はニュージーランドとオーストラリアでブックツアーを行った。

### Hillary Clinton: Live
クリントンは『Hillary Clinton: Live』と題した一連のイベントに参加した。クリントンは出演したイベントの多くで、数千席の会場を埋め尽くす熱狂的な聴衆に迎えられた。一般入場券の最低価格は30ドルから125ドルであった。
| 『Hillary Clinton: Live』の開催都市地図 |  |  |  |
|                                         |  |  |  |

| 『Hillary Clinton: Live』ツアー日程 |                        |                |                                                         |
| 開催日                              | 都市                   | 国             | 施設                                                    |
| 2017年9月18日                       | ワシントンD.C.         | アメリカ合衆国 | ワーナー・シアター (ポリティクス・アンド・プローズ主催) |
| 9月28日                             | トロント               | カナダ         | エナケア・センター                                      |
| 10月3日                             | フォートローダーデール | アメリカ合衆国 | ブロワード・センター・フォー・パフォーミング・アーツ    |
| 10月9日                             | デイビス               | アメリカ合衆国 | ジャクソン・ホール                                      |
| 10月23日                            | モントリオール         | カナダ         | モントリオール国際会議場                                |
| 10月24日                            | アナーバー             | アメリカ合衆国 | ヒル・オーディトリアム                                  |
| 10月30日                            | シカゴ                 | アメリカ合衆国 | オーディトリアム・シアター                              |
| 11月1日                             | ニューヨーク           | アメリカ合衆国 | エマニュエル寺院 シュトライカー・センター               |
| 11月9日                             | ミルウォーキー         | アメリカ合衆国 | リバーサイド・シアター                                  |
| 11月13日                            | アトランタ             | アメリカ合衆国 | フォックス・シアター                                    |
| 11月16日                            | デンバー               | アメリカ合衆国 | ベルコ・シアター                                        |
| 11月28日                            | ボストン               | アメリカ合衆国 | ボストン・オペラ・ハウス                                |
| 11月30日                            | フィラデルフィア       | アメリカ合衆国 | キンメル・センター・フォー・ザ・パフォーミング・アーツ  |
| 12月11日                            | シアトル               | アメリカ合衆国 | パラマウント・シアター                                  |
| 12月12日                            | ポートランド           | アメリカ合衆国 | アーリーン・シュニッツァー・コンサート・ホール          |
| 12月13日                            | バンクーバー           | カナダ         | バンクーバー・コンベンション・センター                  |

### サイン会
『Hillary Clinton Live』のイベントに加え、クリントンはブックツアーの一環としてアメリカ各地でサイン会を実施した。
一部のサイン会のチケットは発売後即座に完売した。パサディナのブロマンズ・ブックストアで開催されたクリントンのサイン会のチケットは90分以内に完売した。ブロマンズ・ブックストアの社長は、同店のイベントとしては過去最速での完売だったと発表した。
アメリカ合衆国では、クリントンが私邸を構えるニューヨーク州チャパクア近郊でブックツアーが行われた。また、カリフォルニア州とコロラド州でもサイン会が行われた。
| サイン会開催都市地図 |
| WHAT HAPPENED 何が起きたのか?の位置（アメリカ合衆国内） · WHAT HAPPENED 何が起きたのか? · WHAT HAPPENED 何が起きたのか? · WHAT HAPPENED 何が起きたのか? · WHAT HAPPENED 何が起きたのか? · WHAT HAPPENED 何が起きたのか? · WHAT HAPPENED 何が起きたのか? · WHAT HAPPENED 何が起きたのか? · WHAT HAPPENED 何が起きたのか? · WHAT HAPPENED 何が起きたのか? · WHAT HAPPENED 何が起きたのか? · WHAT HAPPENED 何が起きたのか? · WHAT HAPPENED 何が起きたのか? · WHAT HAPPENED 何が起きたのか? · WHAT HAPPENED 何が起きたのか? |

| サイン会 |                                  |                                               |                                                                                            |
| 開催日   | 都市                             | 施設                                          | 備考                                                                                       |
| 9月12日  | ニューヨーク                     | バーンズ・アンド・ノーブル (ユニオンスクエア) | ブックツアーの1回目のイベント。本書の発売日に実施された。                                  |
| 9月16日  | コネチカット州ブルックフィールド | コストコ                                      |                                                                                            |
| 9月23日  | ニューヨーク州チャパクア         | チャパクア図書館                              |                                                                                            |
| 9月26日  | ニュージャージー州モントクレア   | ウォッチン・ブックセラーズ                    |                                                                                            |
| 9月27日  | ニューヨーク                     | グリーンライト・ブックストア                  | ブルックリンで開催された。                                                                 |
| 9月28日  | バッファロー                     | ラーキン・スクエア                            | ラーキン・スクエア・アーサー・シリーズがトーキング・リーブス・ブックストアと共同で主催した |
| 10月6日  | サンフランシスコ                 | ブックス・インク (オペラ・プラザ)             |                                                                                            |
| 10月21日 | コネチカット州ミドルタウン       | ウェズリアン大学 RJ・ジュリア・ブックストア   |                                                                                            |
| 10月30日 | イリノイ州ウィネッカ             | ブック・ストール                              |                                                                                            |
| 11月3日  | バージニア州フォールズチャーチ   | バーンズ・アンド・ノーブル                    |                                                                                            |
| 11月17日 | テキサス州オースティン           | ブックピープル                                |                                                                                            |
| 11月18日 | アーカンソー州リトルロック       | バトラー・センター・ギャラリー                | ブックス・ア・ミリオン主催                                                                 |
| 11月29日 | ニューヨーク                     | ストランド・ブックス                          | 絵本を宣伝するチェルシー・クリントンとの合同サイン会。                                     |
| 12月1日  | カリフォルニア州パサデナ         | ブロマンズ・ブックストア                      |                                                                                            |
| 12月5日  | ニューハンプシャー州コンコード   | ギブソンズ・ブックツアー                      |                                                                                            |
| 12月7日  | ニューヨーク州ラインベック       | オブロング・ブックス&ミュージック             |                                                                                            |
| 12月11日 | デンバー                         | タッタード・カバー (コルファックス)           |                                                                                            |
| 12月12日 | シアトル                         | エリオット・ベイ・ブックス                    |                                                                                            |

### 個別
1. 1 2  “What Happened”. Goodreads. 2024年5月11日閲覧。
2. ↑  “WHAT HAPPENED　何が起きたのか？”.  光文社. 2024年5月11日閲覧。
3. 1 2 3  Alter, Alexander (2017年7月27日). “New Details From Hillary Clinton's Memoir Revealed”. The New York Times 2017年7月27日閲覧。
4. 1 2 3  Siu, Diamond Naga. “Hillary Clinton to open up about the 2016 election in new book titled 'What Happened'”. Politico. 2017年7月29日閲覧。
5. ↑  Canfield, Dan (21 September 2018). “Hillary Clinton explains to Stephen Colbert why President Donald Trump can be indicted”. Entertainment Weekly. 2018年9月21日閲覧.
6. ↑  Lyons (2018年9月16日). “Hillary Clinton's New 'What Happened' Afterword Accuses President Donald Trump Of Using Hate To Divide The Country”. Bustle. 2018年9月21日閲覧。
7. ↑   Lo que pasó (Spanish ed.). Amazpn. (2018). ISBN 978-1982101978
8. ↑  Italie, Hillel. “AP NewsBreak: Clinton will reflect on 2016 race in new book”. Associated Press
9. 1 2  Flood, Alison (2017年7月27日). “Hillary Clinton to 'let her guard down' in candid 2016 election memoir”. The Guardian. 2017年7月29日閲覧。
10. 1 2  Shaub, Michael (2017年7月27日). “Hillary Clinton's new book, 'What Happened,' will address the 2016 election”. Los Angeles Times. 2017年7月29日閲覧。
11. ↑  Feldman, Dana. “Hillary Clinton Inks Book Deal With Simon & Schuster”. Forbes. 2017年7月29日閲覧。
12. ↑  Cobos, Daniela (2017年7月27日). “Twitter Explodes With Memes After Hillary Clinton Announces Election Memoir 'What Happened'”. International Business Times 2017年7月28日閲覧。
13. ↑  “Hillary Clinton viciously mocked on Twitter over 'What Happened' book title”. AOL News. (2017年7月27日) 2017年7月28日閲覧。
14. ↑  Italie, Hillel. “Hillary Clinton will release a book called 'What Happened?' about her 2016 defeat to Trump”. Associated Press 2017年7月29日閲覧。
15. ↑  Kelley, Seth (2017年7月27日). “Hillary Clinton Reveals Title, Description of 2016 Election Tell-All”. 2024年5月11日閲覧。
16. 1 2  Stevens, Heidi (2017年9月12日). “Hillary Clinton in new book 'What Happened' shoulders blame, takes aim”. Chicago Tribune 2017年9月14日閲覧。
17. ↑  Clinton 2017, p. 465.
18. ↑  日本語版 p.509
19. 1 2 3  Jordan, Tina (12 September 2017). “Hillary Clinton is upset about a lot of things in What Happened: EW review”. Entertainment Weekly. 2017年9月23日閲覧.
20. ↑  Clinton 2017, p. viii-ix.
21. ↑  日本語版 p.4-6
22. ↑  Clinton 2017, p. 3.
23. ↑  日本語版 p.21
24. ↑  Clinton 2017, p. 39.
25. ↑  日本語版 p.63
26. ↑  Clinton 2017, p. 52.
27. ↑  日本語版 p.76
28. ↑  Clinton 2017, p. 97-98.
29. 1 2  日本語版 p.124
30. ↑  Clinton 2017, p. 98.
31. ↑  Clinton 2017, p. 272.
32. ↑  日本語版 p.306
33. ↑  Clinton 2017, p. 273.
34. ↑  日本語版 p.307
35. ↑  Clinton 2017, p. 221-223.
36. 1 2  日本語版 p.249-254
37. ↑  Clinton 2017, p. 339-340.
38. ↑  日本語版 p.375-376
39. ↑  Clinton 2017, p. 222-223.
40. ↑  日本語版 p.297
41. ↑  日本語版 p.457
42. ↑  Zurcher, Anthony. “What Happened: The long list of who Hillary Clinton blames”. BBC News
43. ↑  Allison Adato (2017年9月12日). “Hillary Clinton's What Happened: Book Review”.   PEOPLE.com. 2018年2月12日閲覧。
44. ↑  Clinton 2017, p. 385.
45. ↑  日本語版 p.425
46. ↑  Clinton 2017, p. 283.
47. ↑  日本語版 p.307-308
48. ↑  Clinton 2017, p. 498.
49. 1 2 3  Frank, Thomas (2017年9月12日). “Hillary Clinton's book has a clear message: don't blame me”. The Guardian. 2024年5月11日閲覧。
50. ↑  Clinton 2017, p. 501.
51. 1 2  Hohmann, James (2017年9月18日). “The reading list that helped Hillary Clinton cope”.   Philly. 2018年2月12日閲覧。
52. 1 2  David L. Ulin (2017年9月15日). “Hillary Clinton's 'What Happened' says something revealing about America”. Los Angeles Times. 2018年2月12日閲覧。
53. ↑  日本語版 p.508
54. ↑  Pallotta, Frank (2017年9月12日). “Hillary Clinton's 'What Happened' tops Amazon as readers line up for book signing”. CNN Money 2017年9月16日閲覧。
55. ↑  McClurg, Jocelyn (2017年9月20日). “Hillary Clinton lands at No. 1 on USA TODAY books list; Katy Tur is No. 7”. USA Today 2017年9月22日閲覧。
56. ↑  “Books/Best Sellers/October 1, 2017”. The New York Times
57. ↑  “Books/Best Sellers/October 8, 2017”. The New York Times
58. ↑  “Books/Best Sellers/October 15, 2017”. The New York Times
59. ↑  Lucidon, Amanda (2017年11月5日). “Hardcover Nonfiction Books - Best Sellers - November 5, 2017”. New York Times. 2018年2月12日閲覧。
60. ↑  Union, Gabrielle (2018年1月14日). “Hardcover Nonfiction Books - Best Sellers - January 14, 2018”. New York Times. 2018年2月12日閲覧。
61. ↑  Kalanithi, Paul (2018年1月21日). “Hardcover Nonfiction Books - Best Sellers - January 21, 2018”. New York Times. 2018年2月12日閲覧。
62. ↑  “Bestsellers/Top_10_overall”. Publishers Weekly
63. ↑  “Bestsellers/Hardcover Nonfiction”. Publishers Weekly
64. 1 2 3 4 5  Italie, Hillel (2017年9月21日). “Clinton book has sold more than 300,000 copies”.   Yahoo! Entertainment (Associated Press story). 2017年10月8日時点のオリジナルよりアーカイブ。2017年10月7日閲覧。
65. 1 2 3  Charles, Ron (2017年9月20日). “Hillary Clinton's memoir sells 300,000 copies in its first week”. www.washingpost.com.   The Washington Post. 2017年9月20日閲覧。
66. ↑  Nevins, Jake (2017年9月20日). “Hillary Clinton's What Happened sells 300,000 copies in first week”. The Guardian 2017年9月20日閲覧。
67. ↑  “Bestsellers/Hardcover Nonfiction”. Publishers Weekly
68. ↑  “Paperback Nonfiction Books - Best Sellers - Books - Oct. 7, 2018 - The New York Times”. The New York Times (2018年10月7日). 2022年11月22日閲覧。
69. 1 2  Brown, Rebecca (2017年10月7日). “Irish Bestsellers 30th September 2017”. writing.ie.   Writing.ie. 2017年12月24日閲覧。
70. ↑  Brown, Rebecca (2017年9月23日). “Irish Bestsellers 16th September 2017”. writing.ie.   Writing.ie. 2017年12月24日閲覧。
71. ↑  Brown, Rebecca (2017年9月30日). “Irish Bestsellers 23rd September 2017”. writing.ie.   Writing.ie. 2017年12月24日閲覧。
72. ↑  Brown, Rebecca (2017年10月14日). “Irish Bestsellers 7th October 2017”. writing.ie.   Writing.ie. 2017年12月24日閲覧。
73. ↑  Brown, Rebecca (2017年10月21日). “Irish Bestsellers October 2017”. writing.ie.   Writing.ie. 2017年12月24日閲覧。
74. ↑  “Bestsellers: Hardcover Non-Fiction, Sept. 23, 2017”. The Globe and Mail. (2017年9月22日) 2017年12月24日閲覧。
75. ↑  “Bestsellers: Hardcover Non-Fiction, Sept. 30, 2017”. www.theglobrandmail.com.   The Globe and Mail (2017年9月29日). 2017年12月24日閲覧。
76. ↑  “Bestsellers: Hardcover Non-Fiction, Oct. 7, 2017”. The Globe and Mail. (2017年10月6日) 2017年12月24日閲覧。
77. ↑  “Bestsellers: Hardcover Non-Fiction, Oct. 14, 2017”. The Globe and Mail. (2017年10月13日) 2017年12月24日閲覧。
78. ↑  “Bestsellers: Hardcover Non-Fiction, Oct. 21, 2017”. The Globe and Mail. (2017年10月20日) 2017年12月24日閲覧。
79. ↑  “Bestsellers: Hardcover Non-Fiction, Oct. 28, 2017”. The Globe and Mail. (2017年10月27日) 2017年12月24日閲覧。
80. ↑  “Bestsellers: Hardcover Non-Fiction, Nov. 3, 2017”. The Globe and Mail. (2017年11月2日) 2017年12月24日閲覧。
81. ↑  “Nielsen Weekly Bestsellers for week ending 16 September”. www.booksellers.co.nz.   Booksellers (2017年9月21日). 2017年12月24日閲覧。
82. ↑  “Charts”. www.booksandpublishing.com.au.   Books+Publishing (n.d.). 2017年1月1日閲覧。
83. ↑  “Bookmarks reviews of What Happened by Hillary Clinton”.   LitHub. 2017年10月18日閲覧。
84. 1 2  “Hillary Clinton Doesn't Get It”. The New Republic. 13 September 2017.
85. 1 2  Senior, Jennifer (2017年9月12日). “Hillary Clinton What Happened?”. The New York Times
86. ↑  Weigel, David (2017年9月12日). “Clinton's account of how she was 'shivved' in the 2016 presidential election”. The Washington Post 2017年9月30日閲覧。
87. ↑  “What Hillary Clinton really thinks”. Vox (2017年9月13日). 2017年9月30日閲覧。
88. ↑  “The Strange Authenticity of Hillary Clinton”. Politico (2017年9月20日). 2017年9月21日閲覧。
89. 1 2  Quinlan, Stephen; Lewis-Beck, Michael S. (2019). “The Hillary Hypotheses: Testing Candidate Views of Loss” (英語). Perspectives on Politics 17 (3):  646–665. doi:10.1017/S153759271800347X. ISSN 1537-5927.
90. ↑  Howorth, Claire (21 November 2017). “The Top 10 Non-Fiction Books of 2017”. Time. 2017年12月13日閲覧.
91. ↑  “NPR's Book Concierge Our Guide To 2017's Great Read”. www.npr.org.   NPR (2017年12月5日). 2017年12月24日閲覧。
92. ↑  “Best Books of 2017”. www.goodreads.com.   Goodreads (n.d.). 2017年12月24日閲覧。
93. ↑  “VIP TICKETS FOR HILLARY CLINTON'S BOOK TOUR COST OVER $2,000”. Newsweek (2017年8月31日). 2017年9月6日閲覧。
94. ↑  Lim, Naomi (2017年12月15日). “Hillary Clinton's 2017 book tour comes to an end”. Washington Examiner. 2017年1月8日閲覧。
95. ↑  Phillips, Jenni (2017年10月15日). “Everything you need to know about Hillary Clinton's visit”. gloucestershirelive 2018年5月14日閲覧。
96. ↑  “Hillary Clinton coming to NZ and Australia” (英語). NZ Herald. (2018年2月18日). ISSN 1170-0777 2018年5月14日閲覧。
97. ↑  Sarah Toy. “Hillary Clinton's book tour stop draws thousands in Boston”.   USA Today. 2018年2月12日閲覧。
98. 1 2  “Hillary Clinton: Live”. www.hillaryclintonbooktour.com.   Hillary Clinton Book Tour (n.d.). 2017年10月26日閲覧。
99. ↑  “Hillary Clinton to appear at sold-out Vroman's Bookstore event Friday”. www.pasadenastarnews.com.   Pasadena Star News (2017年11月30日). 2017年12月23日閲覧。
100. ↑  “Book signings”. www.hillaryclintonemoir.com.   Simon & Schuster (n.d.). 2017年11月23日閲覧。
101. ↑  “Hillary Clinton - Book Signing "What Happened"”. www.eventbrite.com.   Eventbrite (n.d.). 2017年12月23日閲覧。
102. ↑  Zemsky, Leslie (2017年8月24日). “SOLD OUT: Hillary Rodham Clinton to sign books in Larkin Square, Thursday, September 28th, 12:30 pm”. www.larkinsquare.com.   Larkin Square. 2017年10月27日閲覧。 “The Larkin Square Author Series and Talking Leaves books is hosting a book signing with Hillary Rodham Clinton on Thursday, September 28th, 2017 at 12:30 pm”
103. ↑  “EXCLUSIVE CHILDREN'S BOOK SIGNING: SECRETARY HILLARY RODHAM CLINTON & CHELSEA CLINTON”. www.strandbooks.com.   Strand Books (n.d.). 2017年11月8日閲覧。

### 全般
- Clinton, Hillary (2017). What Happened. Simon & Schuster. ISBN 978-1-5011-7556-5
- ヒラリー・ロダム・クリントン 著、髙山祥子 訳『WHAT HAPPENED 何が起きたのか?』光文社、2018年7月19日。ISBN 978-4334962203。